# Rebelión de Huánuco
La Rebelión de Huánuco, del 22 de febrero al 21 de marzo de 1812, fue una insurrección ocurrida en la intendencia de Tarma, inicialmente una revuelta indígena contra el régimen colonial a la que agregaron posteriormente varios criollos y miembros del clero influenciados por las expediciones auxiliadoras rioplatenses al Alto Perú que comenzaron en 1810.

## Antecedentes
La independencia del Perú se divide usualmente en las siguientes «etapas»: la primera, 1810-1816, abarca el gobierno de Abascal y es subdivida en dos «momentos» antes y después de 1814 (rebelión cuzqueña), se caracteriza por el continuo envió de expediciones a otras regiones; la segunda, 1816-1820, trata el mandato de Pezuela, con Charcas bajo dominio peruano, pero con la lenta pérdida de la iniciativa militar y el agotamiento económico del Perú; la tercera, 1820-1821, va desde el desembarco chileno-rioplatense hasta el motín de Aznapuquio; la cuarta, 1821-1824, es el periodo de La Serna, de estrategia defensiva, el conflicto entre absolutistas y liberales, la llegada de los grancolombianos y acaba en la capitulación de Ayacucho.
A diferencia de la guerra insurgente que consumía  Nueva España, entre 1809 y 1814 el virrey Abascal supo contener a los movimientos revolucionarios que aparecían en las provincias del Perú. Hubo revueltas menores en Tacna (1811 y 1813) y en Conchucos y Huaylas, apoyadas en Cajatambo y Jauja pero no por los disidentes de Lima (1811), pero fueron sofocadas sin problemas. Gracias a esta estabilidad, Lima inició una política expansionista que le permitió recuperar muchos territorios perdidos en las reformas del siglo anterior. Esto le dio un gran apoyo entre los nobles y comerciantes limeños deseosos de revancha y anular las modificaciones territoriales, especialmente respecto al Alto Perú. Sin embargo, los problemas económicos producidos por la guerra y las reformas liberales que llegaban desde la península y eran resistidas por las autoridades coloniales, empezaron a agitar poco a poco a la población peruana.
Influenciados por la Revolución de Mayo y la rebelión fallida de Tacna, diversos grupos de eclesiásticos, criollos, mestizos e indios empiezan a conspirar ante la evidente debilidad del régimen virreinal y lo que consideran injusto favoritismo que recibían los españoles europeos. Los europeos o chapetones monopolizaban los cargos administrativos y los mandos de la guarnición, eran considerados los peores explotadores y los más odiados por la población en general.
Los conspiradores se veían animados por la prometida llegada del Ejército Auxiliar del Perú con el "Inca" Juan José Castelli a su mando para liberar de los pesados tributos a los indios. La sierra del sur peruano era una de las regiones más ricas y pobladas del virreinato. Muchos hacendados habían plantado tabaco en sus propiedades, pero las autoridades amenazaban con incendiar las plantaciones. Además, se seguía cobrando el tributo indígena, abolido en 1811 por la Regencia, perduraba el reparto, los peninsulares monopolizaban el comercio y la propiedad de las mejores tierras y acaparaban las cosechas. Los habitantes consideraban corregir el mal gobierno, o como diría Guillermo Lohmann Villena: «El poder del común de cualquier república, villa o aldea, es superior al del mismo monarca». Nacía una división entre el «Viva el Rey» (entonces prisionero e idealizado) y el «Mal gobierno» (autoridades virreinales que quedaban en ejercicio y debían reemplazarse por derecho y necesidad de los pueblos). La ciudad de Huánuco tenía casi nueve mil habitantes con una ínfima minoría de españoles. Como otras ciudades andinas, numerosas comunidades rurales de indios y mestizos la rodeaban.

## El alzamiento
El 22 de febrero de 1812, los indígenas de Huánuco encabezados por el mestizo Juan José Contreras se alzaron en armas al grito de «¡Mata chapetón!» y vivas al «Ynga Castelli». Se concentraron en la población de Panataguas y se aproximaron al puente de Huayaupampa, a tres kilómetros de la ciudad. Sumaban más de 500 hombres, pero solo cuatro tenían escopetas y el resto lanzas. Al enterarse, el subdelegado y teniente coronel del regimiento de infantería, Diego García, como otras autoridades de la zona, emparentado con la influyente familia Llanos, envío veinte rifleros al mando del alférez Agustín Pérez a defender la posición. Sin embargo, después de una exitosa primera jornada, al día siguiente las fuerzas de García se retiraron temerosas de sufrir el ataque de otras poblaciones indígenas ubicadas en su lado del río. Los europeos que pudieron escapar abandonando todas sus posesiones, lo hicieron por el camino de Ambo a Cerro de Pasco. Sus iguales que ahí vivían no dudaron en darles importante ayuda militar.
Al entrar en el pueblo, los rebeldes se dispusieron a saquear todo, empezando por las tiendas de los europeos, donde se embriagaron con licor y ebrios pasaron a las casas de los criollos, odiados por viejas rencillas. El saqueo duró toda la noche del 23 hasta el mediodía del 24. El convento de San Francisco y el cabildo local fueron saqueados, sus archivos incendiados y el ganado decapitado; su caudillo y el sacerdote local acabaron golpeados al intentar detenerlos.

## La Junta

Bandera colorada fue el símbolo rebelión de Huánuco de 1812.

En la jornada del 26, se convoca a cabildo abierto alegando que Huánuco carecía de autoridades para mantener el orden. Se constituye una junta de gobierno con el criollo Domingo Berrospi como subdelegado y general en jefe. Juan José Crespo y Castillo, uno de los principales conspiradores, quedaba como teniente general. Pero el nuevo subdelegado responsabiliza a Contreras del saqueo, lo arresta y ejecuta antes de poder ser liberado. Además, envía armas a los europeos refugiados en Pasco. Los indios responden nombrando el 2 de marzo en la plaza de armas a Crespo y Castillo nuevo general en jefe y éste jura venganza por el asesinato de Contreras, jefe de los indios chupachos. Se enlista un nuevo e inexperto ejército. El que no acuda la llamada será considerado un traidor.
Entre tanto, el 29 de febrero, 70 europeos y criollos con una treintena de escopetas ocuparon Ambo, atrincherándose en el pueblo y controlando los puentes sobre los ríos Huertas y Huayacas. Más de 2000 indios con hondas y algunas escopetas asaltan la posición los días 4 y 5 de marzo, poniendo en fuga a los europeos. La victoria se celebra en Huánuco con fiestas y algarabías. 
El movimiento se extiende a los pueblos de Huacar, Caina, Pallanchacra, Chacayán, Tapuc y Yanahuanca, pero estos empiezan a pelearse entre sí por viejas rencillas tribales. Se prohíbe dañar a «los señores sacerdotes, los tempos y nuestros paisanos». Exigen la expulsión de los europeos, que el gobierno recaiga en los americanos, dar tierras a los indios, reducir los tributos y unión entre mestizos e indios. Los criollos se muestran más ambiguos en lo que quieren.

## Derrota
De inmediato, el intendente de Tarma, José González de Prada, queda al mando por orden del virrey Abascal, arribando a Ambo el 16 de marzo. La junta intentó atemorizar a Prada aduciendo que 15 000 indios se alzarían en armas si intentaba avanzar sobre Huánuco, pero sus fuerzas estaban mejor armadas y organizadas que las de sus rivales. Incluían 500 soldados con fusiles, pistolas, espadas y cuatro cañones que a su paso sometieron los pueblos Pallanchacra y Caina. Iban acompañados por auxiliares reclutados en Pasco y Huariaca. Para animar a los alzados, muchos frailes hicieron correr el rumor de que 5000 indios venían de Huamalíes a ayudarlos.
La tropa rebelde suma unos 3000 a 4000 indios, principalmente chupachos y panatahuas. Otras fuentes rebajan el número a 1500 insurrectos. La hueste incluye también a ancianos, mujeres y niños acompañando a los hombres armados con palos y lanzas. Algunos llevaban unas pocas y malas escopetas. Destacan los mestizos huanuqueños, que llevan cien fusiles y dos «cañones de Maguey», además de comandar a los indios. Los rebeldes se dividen en dos columnas. La primera avanza por Tomay-Quichua y Huacarhicia a las colinas de Ambo. La segunda por Huancahuasi y Quicacán a las alturas de Ayancocha, reuniéndose con refuerzos de Chaupihuaranga; después acamparon en Huancahuasi y al día siguiente en Ayancocha. El día 17 ambos bandos acampan en las dos orillas del río Huácar o Guacar, entre medio un pequeño puente llamado Hynacocha que comunica con Ambo, a cuyo lado comienza la pequeña llanura de Ayancocha, camino a Huánuco. Se concentran en Cerro de Chaucha.
Tras una tensa noche, el 18 de marzo comienza el combate. Pasan algunas horas, pero la superior disciplina y poder de fuego de la artillería contraria obliga a los rebeldes retirarse, quedando expuestos a las cargas persecutorias de sus enemigos. Después de su victoria, González de Parada hace construir un puente provisional para cruzar al grueso de sus tropas.  Los insurrectos acaban por huir en desbandada.

## Represión
Raymundo Tafur da 3000 rebeldes muertos, José Hipólito Herrera 2000 y el intendente González de Prada rectificó su cifra hasta dejar en 500 muertos más 35 prisioneros. Una cifra mucho más moderada sería de 250 muertos y otros tantos heridos. Los prisioneros bordearían la veintena. Los españoles sufren cinco heridos, cuatro por pedradas y uno grave, pues una bala de escopeta le llegó a ambas piernas.
Tras su victoria, González de Prada acampo en la hacienda de Quicacán. El 21 de marzo entraba en Huánuco, encontrándola despoblada. Los rebeldes la habían abandonado y el intendente sale en persecución de la columna de vencidos, dándoles alcance en las montañas de Queina, dispersándolos y capturando a sus cabecillas. Crespo se refugia en el campo, pero tres días después cae prisionero. El 13 de abril, González de Prada declara una amnistía a todo rebelde que siguiera combatiendo, desmovilizándose los sobrevivientes.
Crespo y Castillo, el curaca Norberto Haro y el alcalde pedáneo de Humalíes, José Rodríguez, son condenados por la Real Audiencia de Lima murieran en el garrote vil. La sentencia del Real Acuerdo del 8 de octubre confirmó que los tres cabecillas serían decapitados en la plaza de la ciudad. Finalmente, Crespo y Castillo y Rodríguez fueron fusilados y Haro ahorcado. Sus bienes inmuebles son confiscados (los de Crespo y Castillo pasan al huanuqueño Juan Martín de Yábar por capturarlos), sus nombres proscritos y sus domicilios arrasados y sembrados de sal, «conforme al procedimiento penal de entonces».
Entre tanto, el movimiento revolucionario y la guerra llegaron a Perú en 1814-1815 y definitivamente en 1821-1825. Revueltas siguieron ocurriendo en la provincia de Huaylas, en 1815 un pequeño motín fue prontamente sofocado. El mismo año hubo una intentona en Arica liderada por José Gómez, antiguo partícipe en los movimientos tacneños. Gómez y sus colaboradores «pardos», el médico Nicolás del Alcázar y el comerciante José Casimiro Espejo, fueron a la cárcel Casas Matas, en los sótanos de la fortaleza del Real Felipe; intentaron sublevarse en la noche del 21 de junio de 1818 y terminaron ejecutados.